# Величко Олексій Львович
Олексій Львович Величко (1852—1936) — дійсний статський радник, камергер, предводитель лебединського повітового дворянства.

## Життєпис
Народився 1852 року, походив з дворян Харківської губернії.
Його дід, Максим Данилович Величко, в другій половині XVIII століття служив у місті Суми в повітовому суді, вийшов у відставку 1797 р. в чині губернського секретаря. Батько, Лев Максимович Величко, був військовим, служив у Тульському піхотному полку, в 1824 р. вислужив перший обер-офіцерський чин прапорщика, що давало право на отримання дворянства. Вийшов у відставку в чині майора, в 1842 р. був визнаний дворянином Харківськими Дворянськими депутатськими зборами. Рішення було затверджено 1860 р. Урядовим Сенатом, Лев Максимович Величко, його дружина Анна Матвіївна та діти Олексій і Анна стали спадковими дворянами.
Вибрав військову кар’єру, в 1870 р. вступив до Тверського кавалерійського училища, по закінченню якого в 1872 р. був направлений в Київський гусарський полк, що базувався в Чугуєві (Харківська губернія).
У складі полку взяв участь у російсько-турецькій війні (1877–1878). Перебував у авангарді загону генерал-лейтенанта М. Д. Скобелєва при переході Іметлійського перевалу та битві біля села Шейново (січень 1878). Після капітуляції турецького корпусу Вессель-паші до червня 1879 р. служив у складі Тимчасового російського управління  інструктором у Земському війську Болгарського князівства.
Після повернення полку до Василькова Київської губернії  продовжив службу, а в 1882 р. разом з іншими офіцерами полку подав у відставку в чині ротмістра, протестуючи проти реформи військового міністра П. С. Ванновського, згідно якої всі гусарські полки стали драгунськими, а замість уніформи гусар було запроваджено однострій у вигляді кафтанів і армяків псевдоросійського крою.
В Сумському повіті Харківської губернії успадкував від батька невеликі маєтки на хуторах Ільми та Візировщина, де надалі займався сільським господарством. Справи йшли успішно, чому посприяв вдалий шлюб, в 1890-х роках його основна садиба знаходилася в селі Голубівка Лебединського повіту, також володів землями у ближніх селах Штепівка та Марківка. Основною формою господарювання були поміщицькі економії, господарство велося за передовою агрономічною наукою, в економіях служили агрономи зі спеціальною освітою.
Збільшення прибутків досягав завдяки переробці продукції на борошномельних млинах і спиртово-горілчаних заводах, займався також конярством. Для реалізації нових проектів залучав значні кошти, зокрема, близько 1908 р. взяв позику в Сумському повітовому банку на суму 51500 рублів під заставу маєтків. Компенсував економічні втрати від кредитів іншими операціями. Так, у 1914 р. продав Сумському окружному суду за 50 тисяч рублів садибне місце в Сумах під будівництво нової будівлі суду.  
З часом господарська діяльність вийшла за межі Харківської губернії, в 1902 р. придбав землі в селі Вільшанка Льгівського повіту Курської губернії, а також у селі Машкіна Білиця Дмитрівського повіту. У Вільшанці збудував спиртово-горілчаний завод (1911). Як писали, О. Величко був постійно зайнятий «пшеницею, спиртово-горілчаними заводами та млинами».
У користуванні мав 2100 десятин орних земель, мінімізував платежі зі своїх маєтків, залучаючи родичів та інших осіб. Так, землі в Голубівці значилися за його дружиною, їй же належав і паровий млин у селі Будилка Боровеньської волості. Частиною земель у Марківці офіційно володіла його сестра Анна Фролова, яка проживала в Серпейську Калузької губернії, а інша частина належала землевласницькому товариству з чотирьох власників, включаючи О. Величка.
У 1910-х роках О. Величко вже був одним із найзаможніших та найуспішніших поміщиків Харківської губернії. У його садибі у Голубівці з'явилися телефони, а в 1913 р. поміщик придбав автомобіль.
Брав активну участь у громадському житті губернії, став почесним мировим суддею: у 1885 р. – Сумського повіту, а у 1892 р. – Лебединського повіту. Того ж року його обрали депутатом дворянства Харківських Дворянських депутатських зборів від Лебединського повіту. Займався і благодійністю, був опікуном Олександрівського Штепівського ремісничого училища для селянських дітей.  
В 1902 р. О. Величка обрали Лебединським повітовим предводителем дворянства. За два терміни перебування на цій посаді можна було отримати чин колезького радника, що відкрило відставному ротмістру можливості кар'єрного росту на цивільній державній службі. На посаді перебував три терміни, 1910 р. став колезьким радником. До 1913 р. вислужив чин статського радника і став камергером царського двору. Відповідно до свого нового статусу замовив родовий герб, який був затверджений Департаментом герольдії в середині 1915 р.   
У 1913 р. служив позаштатним чиновником з особливих доручень при харківському губернаторі, а далі обіймав у Лебедині другорядну посаду директора повітового відділення по опікунству в’язниць. До 1917 р. вже мав чин дійсного статського радника. 
Також 1915 р. був обраний головою благодійного товариства «Піклування про будинки працелюбності» в Києві, а 1916 р. – почесним мировим суддею Льгівського судового округу Курської губернії.
Після Жовтневого перевороту намагався зберегти свої володіння, в період Української держави гетьмана Скоропадського передав свої маєтності в оренду селянам, а після приходу Добровольчої армії маєтності повернув , але з приходом більшовиків наприкінці 1919 р. був змушений емігрувати.
В січні 1920 р. разом з дружиною був евакуйований з Новоросійська на кораблі «Ганновер». На еміграції у Франції, проживав у Парижі.
Помер 15 березня 1936 року.

## Сім’я
Дружина, Єлизавета Євгенівна Величко, вроджена Бразоль (1857–1931) з козацько-старшинського і дворянського роду Бразолів, доньки: Софія Олексіївна Величко (Свідерська); Ірина Олексіївна Величко (Піленко). Померли і поховані в Парижі.

## Нагороди
- Орден Святої Анни 4-го ступеня.
- Орден Святого Станіслава 3-го ступеня.
- Орден Святої Анни 3-го ступеня.
- Орден Святого Володимира 4-го ступеня.
- Орден Святої Анни 2-го ступеня.
- Медаль «У пам’ять російсько-турецької війни 1877—1878».
- Медаль «У пам'ять царювання імператора Олександра III»

Іноземні: 
- Залізний хрест «За перехід через Дунай» (Румунське королівство).